# Molukse brilvogel
De Molukse brilvogel (Zosterops chloris) is een zangvogel uit de familie Zosteropidae (brilvogels).

## Verspreiding en leefgebied
Het is een endemische vogelsoort van Indonesië waar hij voorkomt op een aantal eilanden van de Straat Soenda tot de Aru-eilanden. De vogel is ook aanwezig op diverse Kleine Soenda-eilanden en sommige delen van Sulawesi en een groot aantal tussenliggende kleinere eilanden, maar niet op Borneo, Java, Sumatra en Timor.
De soort telt vier ondersoorten:
- Z. c. maxi: Lombok en verschillende eilanden ten westen van Borneo en in de Javazee.
- Z. c. intermedius: oostelijk en zuidelijk Sulawesi en de middelste Kleine Soenda-eilanden.
- Z. c. mentoris: noordelijk Sulawesi.
- Z. c. chloris: diverse eilanden in de Molukken en de Aru-eilanden.

## Status
De grootte van de populatie is niet gekwantificeerd maar het verspreidingsgebied is groot en de soort is plaatselijk algemeen. Op de Rode lijst van de IUCN heeft deze soort de status niet bedreigd.